# Coussarea speciosa
Coussarea speciosa är en måreväxtart som beskrevs av Karl Moritz Schumann och Auguste François Marie Glaziou.
Coussarea speciosa ingår i släktet Coussarea och familjen måreväxter. Inga underarter finns listade i Catalogue of Life.